# Mouvement Impact France
Le Mouvement Impact France est une organisation patronale française qui fédère et représente les entrepreneurs et dirigeants d'entreprises engagés pour construire une économie prospère, juste et respectueuse des limites planétaires.
Elle est fondée en 2020, de la fusion du Mouvement des entrepreneurs sociaux et du réseau Tech for Good France.

## Objectifs
Le Mouvement Impact France rassemble les dirigeants d'entreprises partageant la conviction de leur rôle et responsabilité "dans l'édification d'une économie prospère, juste et respectueuse des limites planétaires". L'organisation se fixe l'ambition de "faire de l'engagement des entreprises un facteur de compétitivité et d'attractivité"[source insuffisante].
Le Mouvement Impact France souhaite représenter les acteurs économiques engagés dans cette dynamique, qu'ils soient eux-mêmes à impact ou en transition. L'organisation a ainsi pour objectif de "sensibiliser, de soutenir et d'outiller les dirigeants et dirigeantes engagés dans la transformation de l'entreprise, mais aussi de peser auprès des décideurs politiques à l’échelle régionale, nationale et européenne pour faire de l’engagement des entreprises un facteur de compétitivité et d’attractivité".
Le Mouvement souhaite, à terme, accéder au statut d'organisation représentative, non pas sur le modèle de l'Union des employeurs de l'économie sociale (UDES), qui est un syndicat de branche pour l'économie sociale et solidaire, mais au même titre que le Mouvement des entreprises de France (Medef), la Confédération des petites et moyennes entreprises (CPME) ou l'Union des Entreprises de Proximité (U2P),.

## Histoire

### Mouvement des entrepreneurs sociaux (Mouves)
Créé en mars 2010, le Mouves est une structure dont l'objectif principal est de favoriser le développement de l'entrepreneuriat social. Pour ce faire, elle s'attache à faciliter la coopération entre divers acteurs et à promouvoir la création de structures sociales dans différents domaines. Parallèlement, elle mène des actions de sensibilisation auprès du public afin d'accroître la visibilité et la compréhension de l'entrepreneuriat social. pour représenter les entreprises sociales et les entrepreneurs sociaux,,.
Le Mouves contribue à la rédaction de la loi relative à l'économie sociale et solidaire de 2014, qui permet notamment de reconnaître des entreprises commerciales dans le champ de l'économie sociale et solidaire via le statut de société commerciale de l'ESS et l'Agrément « entreprise solidaire d'utilité sociale ». Le Mouves se revendique ensuite comme le réseau de cette nouvelle famille des entrepreneurs sociaux. Le Mouves est à l'origine de la définition française à l'entrepreneuriat social,.

### Tech for Good France
L'association est fondée en juillet 2019, sous le nom de France Eco Social Tech, par Frédéric Bardeau, fondateur de Simplon.co. Elle prend ensuite le nom de Tech for Good France,,. C'est alors un réseau d'entrepreneurs de la technologies de l'information et de la communication issu d'une scission avec France digitale. Le réseau est surtout connu pour avoir mis à l'agenda la notion de « tech for good » et l'innovation technologique au service de l'intérêt général.

### Mouvement Impact France
Le 9 octobre 2020, le Mouves et le réseau Tech for Good France fusionnent pour devenir le Mouvement Impact France. Co-présidé depuis 2023 par Pascal Demurger et Julia Faure, il revendique représenter plus de 15 000 adhérents, direct et via des réseaux membres,,. Si les entreprises à impact sont "au coeur du Mouvement", l'organisation souhaite "fédérer les entreprises qui s’engagent pour une croissance responsable où les enjeux environnementaux et sociaux sont au cœur de leur développement".
Son ambition est de proposer une alternative au Mouvement des entreprises de France (MEDEF) comme organisation patronale représentative pour défendre les intérêts des entreprises qui intègrent les enjeux de transition écologique et sociale.
Le Mouvement Impact France a pour mission de fédérer l'écosystème de l'économie à impact et engagée, de favoriser la progression des entreprises et de leurs accompagnateurs sur les enjeux d'impact écologique et social, et d'influencer les décideurs économiques et politiques afin de modifier les règles du fonctionnement économique.
Le Mouves, puis le Mouvement Impact France, organise depuis 2019 les Universités d'été de l'économie de demain,. Elles sont conçues comme étant le contre-point engagé de la Rencontre des entrepreneurs de France du Medef,,. Cet événement se présente comme un événement phare de la rentrée économique et rassemble chaque année des milliers de dirigeants d'entreprises et entrepreneurs, décideurs politiques, académiciens et personnalités issues de la société civile. Depuis 2019, l'événement a notamment fait intervenir Bruno Le Maire, Marine Tondelier, Jean-Marc Jancovici, Olivia Grégoire, Cécile Duflot, François Ruffin, Olivier Dussopt, Sylvain Waserman, Enrique Martinez, Aurore Lalucq, Roland Lescure, Antoine Armand, Emmanuel Faber ou Barbara Pompili,. Les universités d'été de l'économie de demain sont organisées avec d'autres réseaux d'entreprises comme le Centre des jeunes dirigeants d'entreprise, le Réseau Entreprendre, les Entrepreneurs et dirigeants chrétiens, Makesense ou encore Ashoka,.
L'activité de lobbying et de plaidoyer du Mouvement s'inscrit dans une volonté de transformer les règles du jeu économique. Impact France propose l'instauration d'un index d'impact social et écologique, permettant de mesurer l'impact des entreprises sur le modèle de l'index d'égalité professionnelle entre les femmes et les hommes. Olivia Grégoire, secrétaire d'État chargée de l'économie sociale, solidaire et responsable, lance une plateforme Impact qui permet aux entreprises de publier leurs données sur leurs critères environnementaux, sociaux et de gouvernance. Le Mouvement Impact France regrette alors que la plateforme Impact dévoilée par Olivia Grégoire ne soit ni obligatoire, ni au service de politiques publiques spécifiques.

## Prises de position

### Loi Climat & Résilience
En 2021, au moment des discussions autour de la Loi portant lutte contre le dérèglement climatique et renforcement de la résilience face à ses effets, le Mouvement Impact France s'est prononcé en faveur de l'application des propositions formulées par la Convention citoyenne pour le climat, en insistant particulièrement sur l'éco-conditionnalité des aides publiques. Eva Sadoun, co-présidente du Mouvement, est reçue par le Pape François, avec Samuel Grzybowski, administrateur et secrétaire national du Mouvement, Cyril Dion et l'eurodéputé Pierre Larrouturou pour soutenir la taxe européenne sur les transactions financière en vue du financement de la transition écologique.
De façon générale, le Mouvement Impact France se réclame défendre une régulation écologique et sociale des entreprises,,,.

### Élections régionales de 2021
Impact France organise des débats entre les candidates et candidats au moment des élections régionales françaises de 2021,,.

### Élections présidentielles de 2022
À l'occasion des élections présidentielles françaises de 2022, le Mouvement Impact France publie un Manifeste de l'économie de demain pour faire des propositions pour « changer les règles du jeu de l'économie ». Ce manifeste est publié le 3 février au Muséum national d'histoire naturelle en présence de Matthieu Auzanneau de The Shift Project et Valérie Masson-Delmotte, vice-présidente du Groupe d'experts intergouvernemental sur l'évolution du climat.
Le mouvement patronal a notamment émis 5 propositions pour « sortir les entreprises de la prime au vice » et rendre les actions à impact positif sur l'environnement et la société des entreprises.
En parallèle, le Mouvement Impact France a commandité un sondage Harris Interactive sur l'attitude des Français à l'égard des engagements des entreprises et leurs attentes envers l'État pour aller plus loin sur les ambitions de transformation écologique et sociale des entreprises.

### Projet de loi de finances 2023
Pour le projet de loi de finances 2023, le Mouvement Impact France a appelé au verdissement du budget. Le Mouvement a été à l'initiative d'une tribune parue dans le Journal du dimanche pour appeler à « l'instauration d'une TVA verte ». Co-signée par 60 entreprises comme Le Slip français, BlaBlaCar, Back Market, Camif, Biocoop, Faguo, Lita.co ou Phenix, la proposition a été relayée par d'autres médias,,,. Cette "TVA verte" consiste à appliquer un taux de TVA réduit pour les produits et services identifiés par l'État comme étant conçus de façon responsable. Les signataires précisent :
En contrepartie de cette aide fiscale, nous nous engageons à ce que cette baisse de TVA n’engendre pas de hausse de marge pour nos entreprises, mais des répercussions sociales concrètes telles qu’une baisse des prix pour les consommateurs ou une meilleure redistribution de la valeur pour nos salariés et partenaires.

## Direction

### Présidence
Il est présidé successivement par Jean-Marc Borello, André Dupon, Christophe Itier, Jonathan Jérémiasz, co-présidé par Eva Sadoun et Jean Moreau (2020 - 2023) et, depuis l'Assemblée générale du 24 mai 2023, par Pascal Demurger et Julia Faure,.